# 點斑蜥形脂鯉
點斑蜥形脂鯉，中文俗名绿蜻蜓灯，為輻鰭魚綱脂鯉目脂鯉亞目脂鯉科的其中一個種。分布於南美洲亞馬遜河、埃塞奎博河、奧里諾科河及托坎廷斯河流域，體長可達10.1公分，棲息在底中層水域，生活習性不明，可做為觀賞魚。

## 扩展阅读
維基物種上的相關：點斑蜥形脂鯉